# Ulex densus
Ulex densus là một loài thực vật có hoa trong họ Đậu. Loài này được Webb miêu tả khoa học đầu tiên.